# Miangul Jahan Zeb
Miangul Jahan Zeb (Saidu Sharif, 5 giugno 1908 – Saidu Sharif, 14 settembre 1987) è stato un principe pakistano.
Fu Wāli di Swat dal 1949 al 1969.

## Biografia

### I primi anni
Jahan Zeb, nato a Saidu Sharif il 5 giugno 1908, era il primogenito del wali Miangul Abdul Wadud di Swat. Studiò all'Islamia Collegiate School di Peshawar ed all'Islamia College, parte dell'Università di Peshawar. Ebbe quattro figli e una figlia dal suo matrimonio, dei quali Miangul Aurang Zeb, il suo primogenito, diventò governatore di Khyber Pakhtunkhwa e del Belucistan..

### Il regno
Jahan Zeb fu nominato principe ereditario dal padre nel 1933 e poté salire al trono di Swat dopo l'abdicazione del padre nel 1949. Jahan Zeb salì al trono con solenne cerimonia il 12 dicembre 1949. Nel 1951, gli venne conferito il titolo di Ghazi-e-Millat e il saluto a salve di cannone ereditario.
Il ruolo del wāli era di re e capo religioso dello stato di Swat, primo ministro, comandante in capo dell'esercito e ministro del tesoro, disponendo quindi di ampi poteri personali. Tra le sue prime riforme vi fu quella della giustizia, con lo snellimento delle pratiche burocratiche; migliorò poi il sistema dei qala (forti) per dare sicurezza e protezione al suo popolo. Migliorò anche le linee ferroviarie, stradali e telefoniche.
Jahan Zeb pose una particolare attenzione all'educazione. Prima del suo avvento Swat non disponeva di un moderno sistema di educazione: suo padre aveva gettato le basi per la costruzione di un buon sistema, ma fu Miangul Jahan Zeb a svilupparlo. Fondò delle scuole per ragazze a Saidu Sharif che furono tra le prime nell'area, e per i maschi fondò il Jahanzeb College che ebbe notevole importanza in tutta la regione. Diede inoltre il permesso dell'apertura di una scuola cattolica per ragazze a Sangota.
Miangul Jahan Zeb si prodigò  anche per preservare la storia del suo paese e studiare e valorizzare il patrimonio archeologico. Nel 1955 invitò una missione archeologica italiana sotto la guida del noto archeologo Giuseppe Tucci nello Swat. Nel 1958 sponsorizzò la costruzione dello Swat Museum, in cui sono esposti numerosi artefatti dell'arte del Gandhara.
Nel 1969, quando il partito nazionalista pakistano abolì definitivamente il ruolo dei principi aristocratici in funzioni di governo nel Pakistan, a Jahan Zeb furono tolti titolo e trono e si ritirò a vita privata.
Jahan Zeb morì il 14 settembre 1987 a Saidu Sharif. Ai suoi funerali prese parte il primo ministro pakistano Muhammad Khan Junejo ed altri alti ufficiali dello stato. Venne sepolto nel mausoleo della sua famiglia a Saidu Sharif.

## Onorificenze

### Posizioni militari onorarie
| Forza militare     | Unità    | Posizione         | Anno |
| ------------------ | -------- | ----------------- | ---- |
| Esercito pakistano | Esercito | Maggiore generale | 1955 |